# Nicolaas Thomas Arnoldus Arlaud
Nicolaas Thomas Arnoldus Arlaud (1825 – 23 oktober 1874) was een Surinaams jurist en politicus.
Hij was procureur bij het gerechtshof en werd in 1863 benoemd tot landspraktizijn. Na de invoering in 1869 van het Surinaamse Hof van Justitie werd hij praktizijn bij dat hof.
Bij de eerste Surinaamse parlementsverkiezingen in 1866 werd hij verkozen tot lid van de Koloniale Staten. Hij zou die functie blijven vervullen tot zijn dood.
Arlaud overleed in 1874 op 49-jarige leeftijd.